# Manuscrito Voynich

Um exemplo do texto do manuscrito Voynich

O Manuscrito Voynich, também conhecido por Código Voynich, é um codex manuscrito ilustrado, com 240 páginas datado do século XV, que contém um conteúdo incompreensível, ganhando a alcunha de "o livro que ninguém consegue ler". Foi descoberto na Polônia em 1912 pelo livreiro norte-americano Wilfrid Voynich.
Ao longo de sua existência registada, o Código foi objeto de intenso estudo por parte de muitos criptógrafos amadores e profissionais. Todos falharam em decifrar uma única palavra. Tal grande dificuldade na história da criptografia tornou o tema bastante famoso, contribuindo também para lhe atribuir a teoria de ser simplesmente um embuste ou uma possível fraude muito bem tramada, por conter uma sequência arbitrária de símbolos. Porém, como o texto do Código segue a Lei de Zipf, isso indica que o livro deve estar escrito em alguma linguagem desconhecida, ao invés de ser pura invenção.
O documento foi datado por carbono, sendo tão antigo quanto o começo do século XV. Apesar de não ter sido inteiramente traduzido, sabe-se que o Manuscrito Voynich está em “proto-romance”.  Trata-se de um língua morta, ancestral das línguas românicas de hoje, incluindo o Português, o Espanhol, o Francês, o Italiano, o Romeno, o Catalão e o Galego. Embora esteja escrito em um idioma extinto, houve a tradução de um texto, registrado no próprio Código, afirmando que o documento foi compilado por freiras dominicanas, como fonte de referência para Maria de Castela, rainha de Aragão (tia-avó da primeira rainha de Henrique VIII da Inglaterra). A descoberta confirma a época do manuscrito.
O livro ganhou o nome do livreiro polaco-estadunidense Wilfrid M. Voynich, que o comprou em 1912. A partir de 2005, o manuscrito Voynich passou a ser o item MS 408 na Beinecke Rare Book and Manuscript Library da Universidade de Yale. A primeira edição fac-símile foi publicada em 2005 (Le Code Voynich), com uma curta apresentação em francês do editor, Jean-Claude Gawsewitch.
O manuscrito nunca foi comprovadamente decifrado, e nenhuma das muitas hipóteses propostas ao longo dos últimos cem anos foi verificada independentemente. O académico Gerard Cheshire, da Universidade de Bristol, no Reino Unido, alegou ter conseguido a proeza de o desvendar, mas a comunidade académica e científica rejeita essa pretensão sem provas em contrário.

## Características

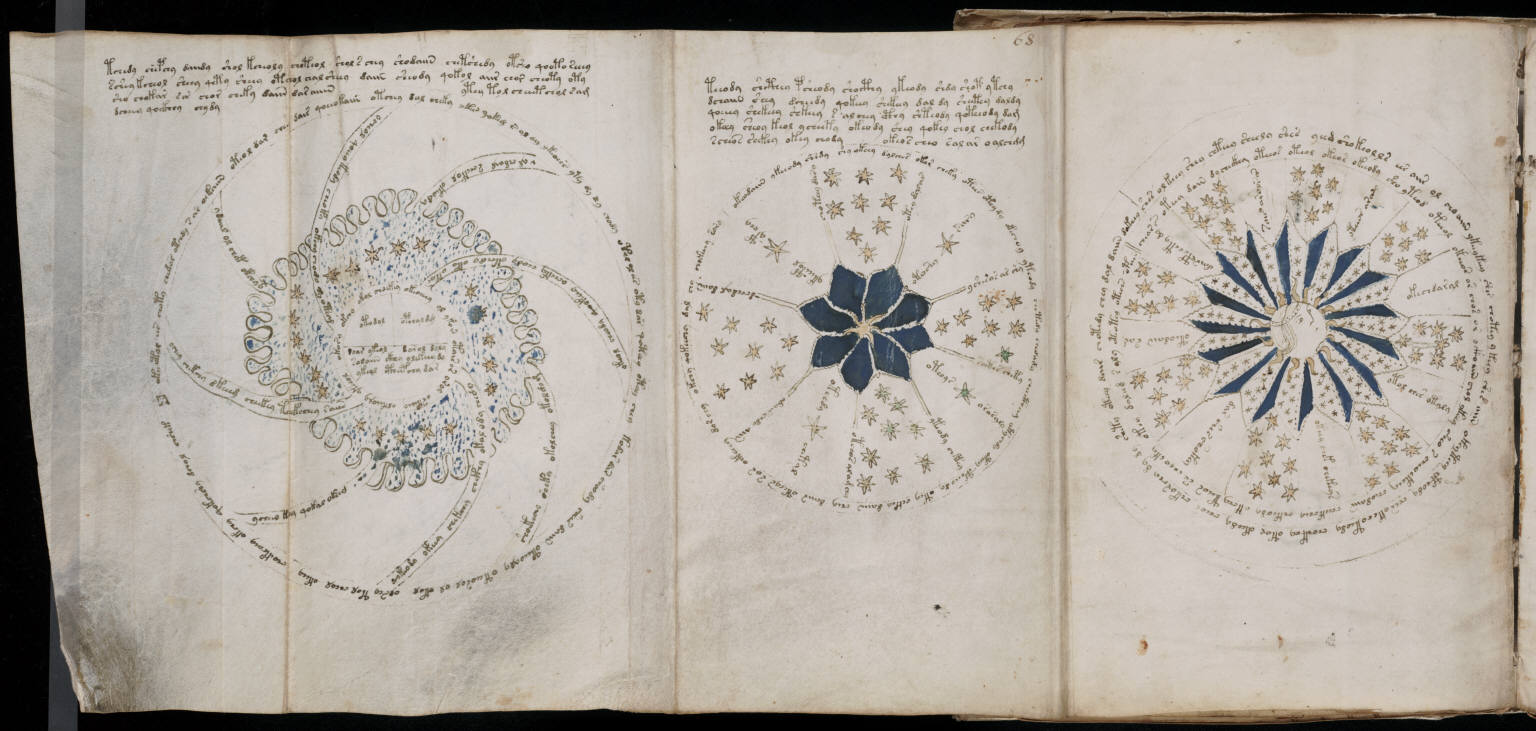
Nestas três páginas manuscritas que parecem objetos astronômicos

O volume, escrito em pergaminho de vitelo, é relativamente pequeno: 16 cm de largura, 22 de altura, 4 de espessura. São 122 folhas, num total de 204 páginas. Estudos consideram que o original teria 272 páginas em 17 conjuntos de 16 páginas cada, outros falam em 116 folhas originais, tendo uma se perdido.
Percebe-se, pelo desalinhamento à direita no fim das linhas, que o texto é escrito da esquerda para a direita, sem pontuação. Análise grafológica mostra uma boa fluência. No total são cerca de 170 mil caracteres, num conjunto de 20 a 30 letras se repetem, além de cerca de 12 caracteres que aparecem apenas uma ou duas vezes. Os espaços indicam haver 35 mil palavras; os caracteres têm boa distribuição quantitativa e de posição, alguns podem se repetir (2 e 3 vezes), outros não, alguns só aparecem no início de palavras, outros só no fim; análises estatísticas (análise de frequência de letras) dão ideia de uma língua natural, europeia, algo como inglês ou línguas românicas.
Conforme datação por Carbono 14 feita pela Universidade do Arizona, o pergaminho data do início do século XV; Conforme a análise do “Mc.Crone Research Institut” a tinta é da mesma época, embora as cores dos desenhos sejam posteriores.
Nas páginas finais aparecem anotações mais recentes feitas em letras latinas nas formas de alfabetos europeus do século XV.

## Composição

A seção "biológico" do texto contendo o banho de mulheres nuas.

Acompanha o texto uma quantidade significativa de ilustrações em cores que representam uma ampla variedade de assuntos; os desenhos permitem que se perceba a natureza do manuscrito e foram usados como pontos de referência para os criptógrafos dividirem o livro em seções, conforme a natureza das ilustrações.
- Seção I (Fls. 1-66): denominada botânica, contém 113 desenhos de plantas desconhecidas.
- Seção II (Fls. 67-73): denominada astronômica ou astrológica, apresenta 25 diagramas que parecem se referir a estrelas. Aí podem ser identificados alguns signos zodiacais. Neste caso ainda fica difícil haver certezas acerca do que trata realmente a seção.
- Seção III (Fls. 75-86): denominada biológica, denominação que se deve exclusivamente à presença de muitas figuras femininas, frequentemente imersas até os joelhos em estranhos vasos comunicantes contendo um fluido escuro.

Logo após essa seção vem uma mesma folha repetida seis vezes, apresentando nove medalhões com imagens de estrelas ou figuras que podem parecer células, imagens radiais de pétalas e feixes de tubos.
- Seção IV (Fls. 87-102): denominada farmacológica - medicinal, por meio de imagens de ampolas e frascos de formas semelhantes às dos recipientes das farmácias antigas. Nessa seção há ainda desenhos de pequenas plantas e raízes, possivelmente ervas medicinais.
- A última seção do manuscrito Voynich tem início na folha 103 e prossegue até o fim, sem que haja nessa seção final mais nenhuma imagem, exceto estrelinhas (ou pequenas flores) ao final de alguns parágrafos. Essas marcações fazem crer que se trata de algum tipo de índice.

A vinheta B (Acima à esquerda) mostra o vulcão de Ischia.
A vinheta C (Acima à direita) mostra a ilhota do Castello Aragonês e a vinheta D (Abaixo direita) representa a ilha de Lipari.]]
Em 2019, O Dr. Gerard Cheshire anunciou que decifrou com sucesso o código do manuscrito usando uma combinação de pensamento lateral para identificar o idioma e o sistema de escrita do documento. O manuscrito está escrito em proto-romance, uma língua ancestral para o português, espanhol, francês, italiano, romeno, catalão e galego de hoje. A língua usada era onipresente no Mediterrâneo durante o período medieval, mas raramente era escrita em documentos oficiais ou importantes porque o latim era a língua da realeza, igreja e governo. Cheshire está planejando traduzir todo o manuscrito de 200 páginas e compilar um léxico.

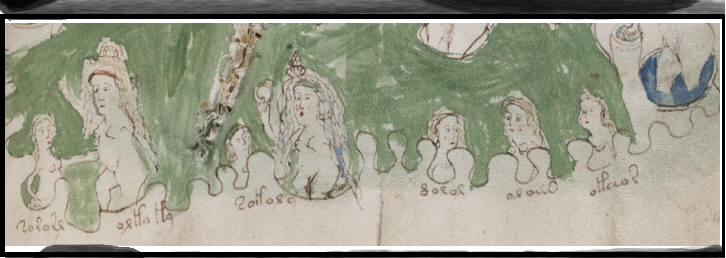
Isso mostra duas mulheres lidando com cinco crianças em um banho. As palavras descrevem diferentes temperamentos: tozosr (zumbido: muito barulhento), orla la (no limite: perdendo a paciência), tolora (bobo / tolo), noror (nublado: opaco / triste) ou aus (pássaro dourado: bem comportado) oleios (oleados: escorregadios). Estas palavras sobrevivem em catalão [tozos], português [orla], português [tolos], romeno [noros], catalão [ou aus] e português [oleio]. As palavras orla la descrevem o humor da mulher à esquerda e podem muito bem ser a raiz da frase francesa "oh là là", que tem um sentimento muito semelhante.

## Descoberta

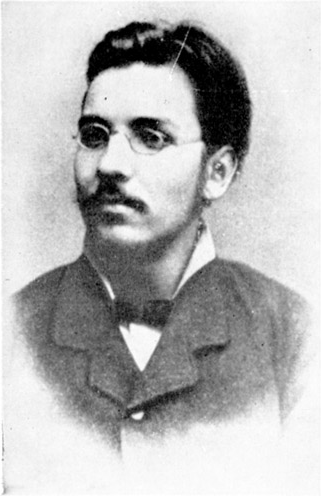
Wilfrid Voynich (1865-1930) adquiriu o manuscrito em 1912

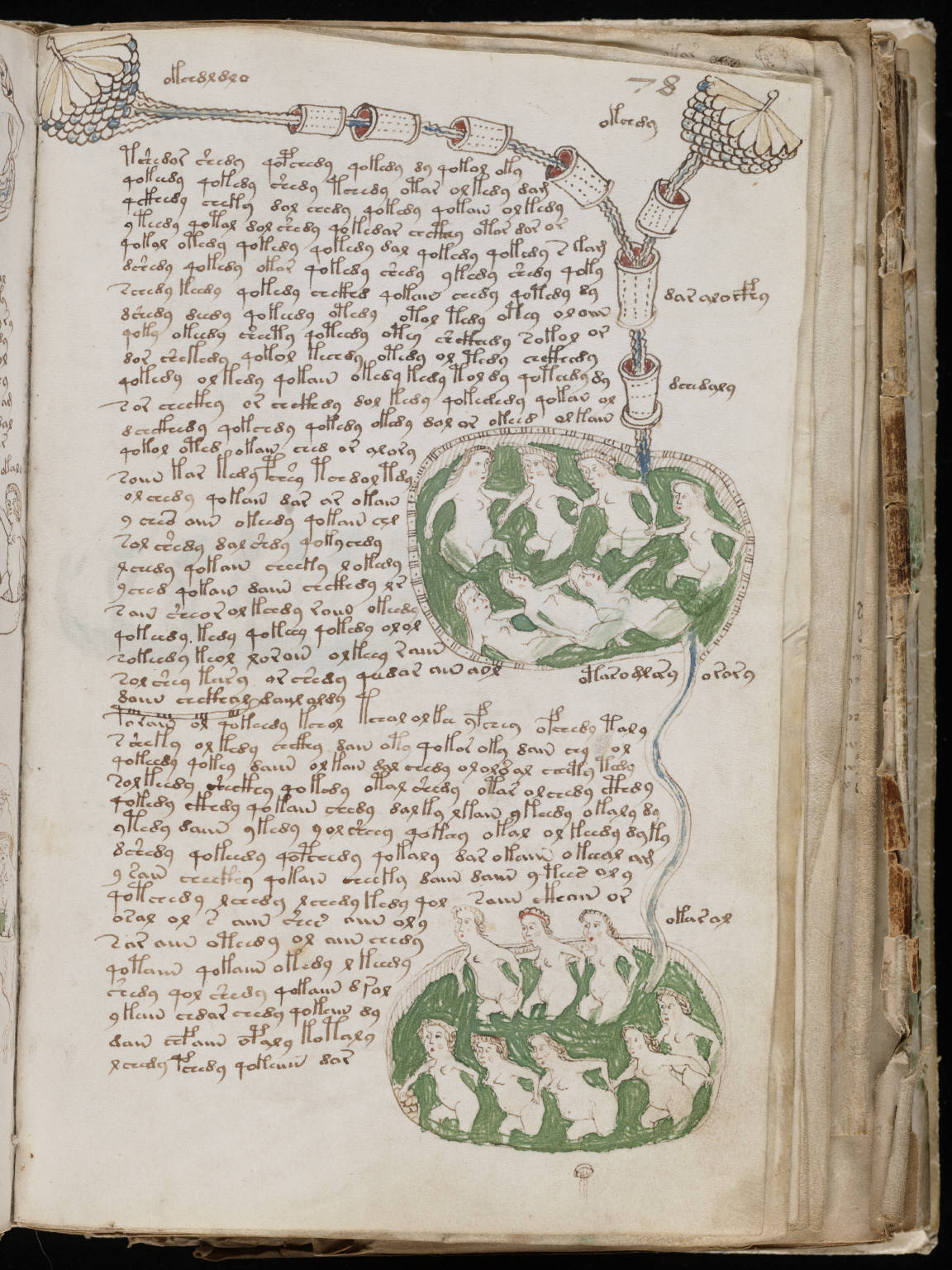
A ilustração da parte "biologia".

O manuscrito Voynich deve sua denominação a Wilfrid Michael Voynich, um americano de ascendência polonesa, mercador de livros, que adquiriu o livro no colégio Jesuíta de Villa Mondragone, em Frascati, em 1912, através de padre jesuíta Giuseppe (Joseph) Strickland (1864–1915). Os Jesuítas precisavam de fundos para restaurar a vila e venderam a Voynich 30 volumes da sua biblioteca, que era formada por volumes do Colégio Romano que tinham sido transportados ao colégio de Mondragone junto com a biblioteca geral dos Jesuítas, para evitar sua expropriação pelo novo Reino de Itália. Entre esses livros estava o misterioso manuscrito.
Com o livro, Voynich encontrou uma carta de Johannes Marcus Marci (1595–1667), reitor da Universidade de Praga e médico real de Rodolfo II da Germânia, com a qual enviava o livro a Roma, ao amigo Athanasius Kircher para que o decifrasse.
Na carta, que ostenta no cabeçalho Praga, 19 de agosto de 1665 (ou 1666), Marci declarava ter herdado o manuscrito medieval de um amigo seu (conforme revelaram pesquisas, era um muito conhecido alquimista de nome Georg Baresch [en]), e que seu dono anterior, o Imperador Rodolfo II do Sacro Império Romano, o adquirira por 600 ducados, cifra muito elevada, acreditando que se tratasse de algo escrito por Roger Bacon.
Voynich afirmou que o livro continha pequenas anotações em Grego antigo e datou o mesmo do século XIII.

## Criptografia
Muitos, ao longo do tempo, e principalmente em tempos mais recentes, tentaram decifrar a escrita e a língua desconhecidas do manuscrito Voynich. O primeiro a ter afirmado que decifrara a escrita foi William Newbold, professor de filosofia medieval na Universidade da Pensilvânia.
Em 1921 publicou um artigo no qual apresentava um proceder complexo e arbitrário pelo qual decifrara o texto. O texto como visível, segundo ele, não tinha significado, o verdadeiro conteúdo seria um subtexto micrografado, com marcas minúsculas ocultas nos caracteres maiores. O texto real era escrito em Latim, camuflado nas marcas quase invisíveis, sendo obra de Roger Bacon. A conclusão que Newbold tirou de sua tradução dizia que já no final da Idade Média seriam conhecidas noções de Astrofísica de Biologia molecular.

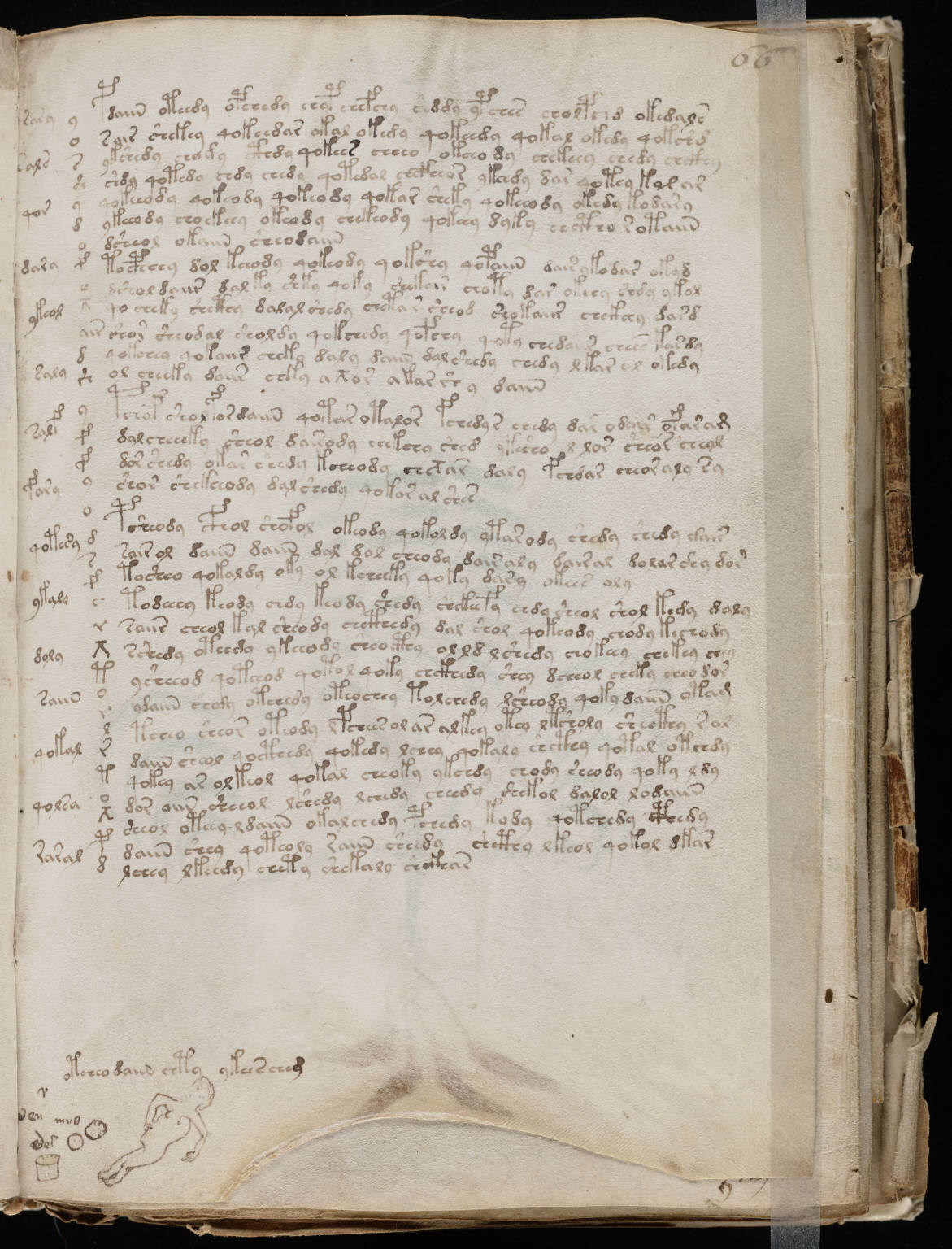
A página que mostra as características do texto

Nos anos 40, os criptógrafos Joseph Martin Feely e Leonell C. Strong aplicaram ao documento um outro sistema de decifração, tentando encontrar caracteres latinos nos espaços claros, brancos. A tentativa apresentou resultados sem significado. O manuscrito foi o único a resistir às análises dos “experts” de criptografia da marinha americana que ao fim da guerra estudaram e analisaram alguns antigos códigos cifrados para testar os novos sistemas de codificação.
J.M. Feely publicou uma dedução no livro Roger Bacon's Cipher: The Right Key Found no qual, mais uma vez, volta-se a atribuir a Bacon a paternidade do livro misterioso.
Em 1945 o professor William F. Friedman constituiu em Washington um grupo de estudiosos, o First Voynich Manuscript Study Group (FSG). A opção foi por uma abordagem mais metódica e objetiva, a qual levou à percepção a grande repetição de “palavras” em alguns trechos no texto do manuscrito. No entanto, independente da opinião formada ao longo dos anos quanto ao caráter artificial da tal linguagem, na prática, a busca terminou em impasse: de fato não serviu para transpor os caracteres em sinais convencionais, o que serviria de ponto de partida para qualquer análise posterior.
O professor Robert Brumbaugh, docente de filosofia medieval de Yale, e o cientista Gordon Rugg, na sequência de pesquisas linguísticas, assumiram a teoria que veria o Voynich como um simples expediente fraudulento, visando a desfrutar, na época, do sucesso que obtinham as obras de natureza esotéricas junto às cortes europeias.
Em 1978 o filólogo diletante John Stojko acreditou ter reconhecido a língua, declarando que se tratava do ucraniano com as vogais removidas. A tal tradução, no entanto, apesar de apresentar alguns passos num sentido aparentemente lógico (Ex.: O Vazio é aquilo pelo qual combate o "Olho do Pequeno Deus") não correspondia aos desenhos.
Em 1987 o físico Leo Levitov atribuiu o texto ao povo Cátaro, pensando ter interpretado o texto como uma mistura de diversas línguas medievais da Europa Central. O texto, porém, não correspondia à cultura cátara e a tradução não fazia muito sentido.
O estudo mais significativo nessa matéria hoje é aquele feito em 1976 por William Ralph Bennett, que aplicou estudos de casuística e estatística de letras e palavras do texto, colocando em foco não somente a repetição, mas também a simplicidade léxica e a baixíssima Entropia da informação. A linguagem contida no Voynich não somente teria um vocabulário muito limitado, mas também uma basicidade linguística encontrada somente na Língua havaiana. O fato de que as mesmas “sílabas” e ainda palavras inteiras venham repetidas mostra algo que parece uma zombaria relacionada a uma visão mais complacente, inconscientemente, mas não deliberadamente enigmático.
Em 2017, Nicholas Gibbs, especialista britânico em textos medievais, afirma que código foi escrito em uma forma simplificada do latim sobre o tema medicina e as condições ginecológicas femininas. Concluiu após relacionar os símbolos com outros livros medievais sobre medicina, incluindo o Trotula.
Em 2019, Gerard Cheshire, linguista da Universidade de Bristol, afirmou em uma pesquisa controversa publicado na revista Romance Studies, que o código fora escrito em símbolos do então sistema de linguagem proto-românico (onipresente no Mediterrâneo), sobre os seguintes assuntos: ervas medicinais, banhos terapêuticos, diagramas astronômicos e, aspectos da vida feminina. Porém este contestado por dois pesquisadores: Lisa Fagin Davis, diretora da Academia Medieval da América, que afirma — "Isso é apenas mais um disparate aspiracional, circular e de autorealização", e; por Gordon Rugg que afirma — "Os decodificadores estão bem cientes de recursos como este, então essa é uma das primeiras coisas que procuraram, e esses recursos não ocorrem no manuscrito Voynich".
Com o auxílio de um sistema de Inteligência artificial alimentado com o texto da Declaração Universal dos Direitos Humanos em 380 idiomas diferentes, pesquisadores da Universidade de Alberta conseguiram descobrir que 80% das palavras do manuscrito indicam que ele teria sido codificado à partir do hebraico. Com a hipótese de que o texto utiliza de alfagramas, os pesquisadores obtiveram a frase ""Ela fez recomendações para o padre, o homem da casa, a mim e ao povo"" em um dos trechos. Com o idioma de origem e o padrão de alfagramas como sistema de codificação, a expectativa é que a inteligência artificial consiga desvendar o texto completo do manuscrito.

## Manuscrito na literatura e mídia

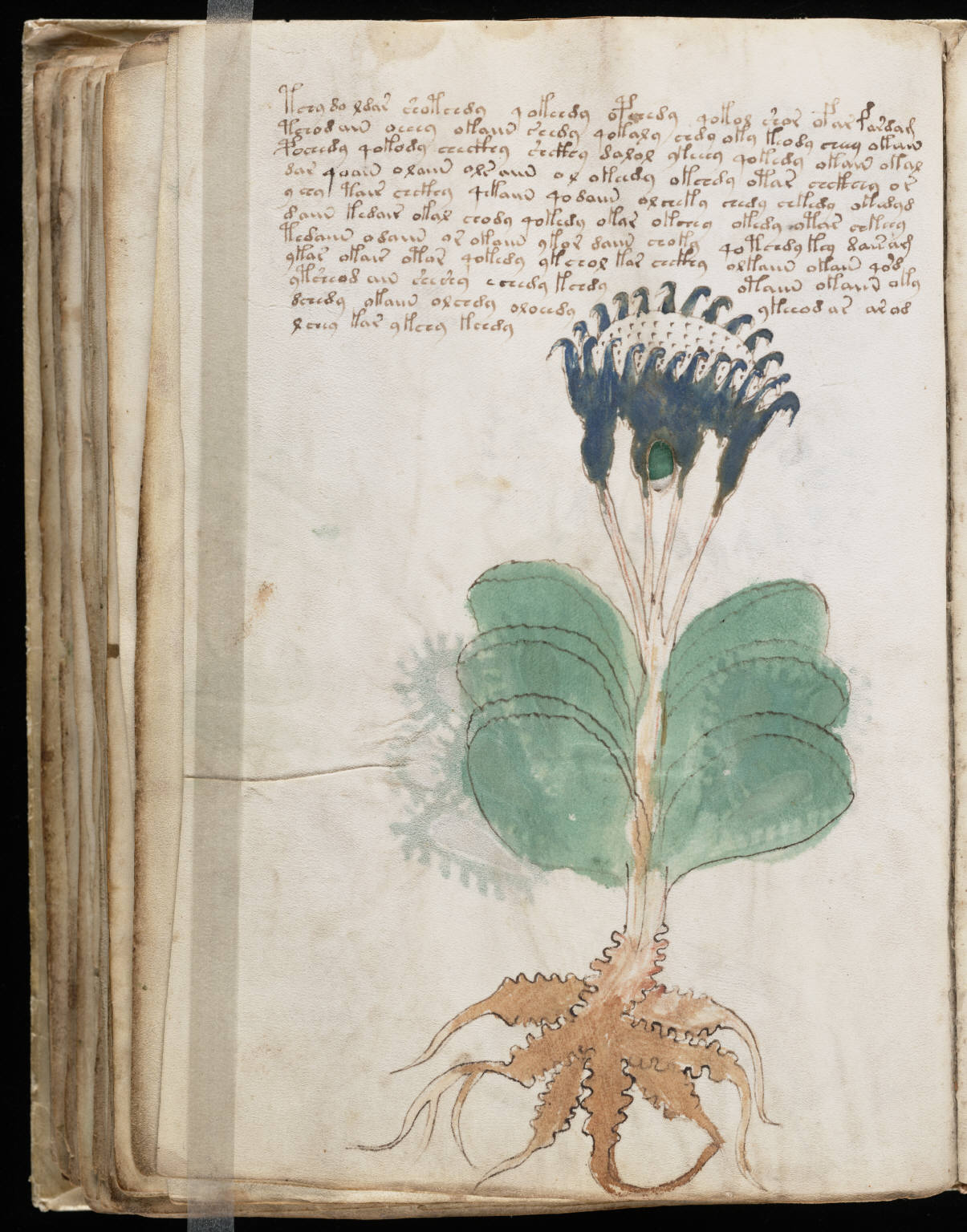
Página da seção "botânica".

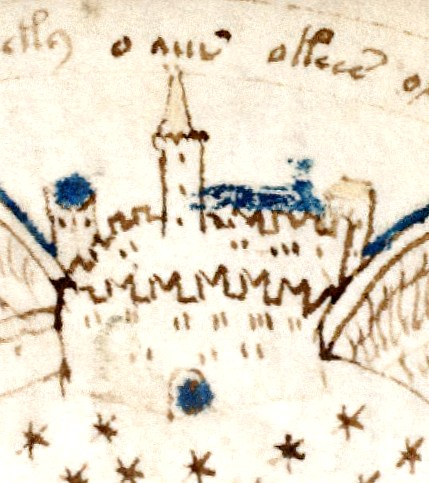
Imagem da página 86, mostra um castelo com ameias.

O manuscrito foi utilizado como elemento literário, como pelo escritor britânico Colin Wilson em um conto inspirado em H. P. Lovecraft, O retorno dos Lloigor, como pelo escritor fantástico Valerio Evangelisti que na sua Trilogia de Nostradamus, assemelha o Voynich a um Arbor Mirabilis e dele faz um texto esotérico no centro de uma trama complexa que se passa através da história francesa do século XVI.
No romance de terror Codex, de Roberto Salvidio (2008), vê-se uma hipotética decifração do manuscrito Voynich.
O manuscrito é também protagonista do romance O Manuscrito de Deus de Michael Cordy. no qual o manuscrito é parcialmente decifrado por uma docente da Universidade de Yale, sendo que se tratava de um mapa, instruções para encontrar o Jardim do Éden.
O manuscrito Voynich é descrito no livro A História está errada, de Erich von Däniken, autor de Eram os deuses astronautas?.
O manuscrito Voynich também é citado no livro O Símbolo Perdido, de Dan Brown, autor do BestSeller O Código Da Vinci.
Também é brevemente citado no episódio 21 da terceira temporada da série fictícia norte-americana, Elementary, em que é exposta a teoria de que o manuscrito teria origem extraterrestre.
Algumas páginas do manuscrito aparecem no videogame Assassin's Creed IV: Black Flag como itens colecionáveis pelo jogador.